# Cástor Lata
Cástor Lata, (Santiago de Compostela, España 1928 - Santiago de Compostela, España 2009)  fue un escultor español. Nació en 1928 en Sanxuás, Aríns, parroquia rural de Santiago.
Su nombre completo era Cástor Lata Montoiro. Fue uno de los mayores representantes de la imaginería religiosa en Galicia.Trabajó en Santiago, sobre todo la piedra y el bronce, y fue Medalla de Galicia del año 2000.